# هايز جونز
هايز جونز (بالإنجليزية: Hayes Jones)‏ هو منافس ألعاب قوى وسياسي أمريكي، ولد في 4 أغسطس 1938 في الولايات المتحدة. انتخب عضو مجلس نواب ميشيغان ‏.

## روابط خارجية
- هايز جونز على موقع الاتحاد الأمريكي لسباقات المضمار والميدان، قاعة المشاهير (الإنجليزية)
- هايز جونز على موقع أوليمبيديا (الإنجليزية)